# Moornixe
Die heutige Moornixe ist ein Fahrgastschiff, dass mit zwei baugleichen Schiffen für den 1933 neu aufgestauten Baldeneysee im Essener Süden als Fähr- und Ausflugsschiff beschafft wurde. Es fuhr dort fast 46 Jahre lang und wurde danach auf der Mosel sowie später auf Kanälen in Ostfriesland eingesetzt. Einer breiten Öffentlichkeit wurde das Schiff bekannt, als es am 15. Juli 2021 beim außergewöhnlich starken Hochwasser in der Ruhr versank und drei Monate später, am 17. Oktober 2021, mit Aufschwimmhilfen und einem Kran geborgen wurde.

## Geschichte
Als Motorschiff Baldeney wurde es 1933 als erstes Schiff der Weissen Flotte Baldeney auf dem Baldeneysee eingesetzt. Mitte der 1970er Jahre benötigte man nur noch eines der drei vorhandenen reinen Fährschiffe dieser geringen Größe, da der Fährverkehr zwischen den Anlegern Heisingen und Haus Scheppen durch die Stilllegung der beiden jeweils am Ufer gegenüber liegenden Zechen Pörtingsiepen und Carl Funke fast zum Erliegen kam. Da für Seerundfahrten größere Schiffe beschafft wurden, wurde die MS Baldeney ausgemustert und verkauft.
In Nixe umbenannt kam das Schiff 1979 an die Mosel und wurde ab 1981 in Ostfriesland als Moornixe auf den Kanälen um Wiesmoor eingesetzt. Da das Schiff im Jahr 2018 in Wiesmoor aufgrund des Alters auch ausgemustert wurde und zum Verkauf stand, wurde es vom Essener Verein Segeln und Freizeit erworben und nach Essen zurückgeholt, um es restauriert, im Hinblick auf die Historie des Schiffes, wieder auf dem Baldeneysee fahren zu lassen. Die Restaurierung in Privatinitiative, die oft nur am Wochenende stattfand, stand im Juli 2021 kurz vor dem Abschluss.
Beim außergewöhnlich starken Hochwasser 2021 wurde das Schiff am 15. Juli 2021 von seinem Liegeplatz unterhalb der Mendener Brücke in Mülheim an der Ruhr, fest verzurrt, von einem treibenden Baum losgerissen und durch die starke Strömung am Kahlenbergwehr unter die geöffneten Wehrklappen gezogen. Amateurvideoaufnahmen davon gingen durch die Presse und soziale Medien. Das Schiff wurde einen Monat später 150 Meter flussabwärts vom Wehr dicht am Ufer in einer Tiefe von eineinhalb bis zwei Metern auf Grund liegend gefunden. Sechs Wochen später wurde bei Aufräumarbeiten in den Styrumer Ruhrauen ein Rettungsring gefunden.
Die Behörden verpflichteten den Eigentümer wegen des Umweltrisikos zur Bergung, wobei die Kosten der Bergung auf 100.000 Euro geschätzt wurden. Im Zuge der Vorbereitungen zur Bergung stellten Taucher fest, dass der Rumpf des Schiffes weitgehend intakt geblieben war, die Aufbauten aber bei dem Unglück vollständig abgerissen wurden. Der Besitzer wandte sich, unter anderem in einem Radiointerview, an die Öffentlichkeit und bat um Hilfe bei der Finanzierung der Bergung und bei der Suche nach einem Liegeplatz an Land für die eventuell durchzuführenden Reparaturen.
Anfang Oktober 2021 wurde das Schiff dann nach drei Monaten im Wasser mit Hebesäcken an die Oberfläche gehoben und provisorisch schwimmfähig gemacht. Am frühen Morgen des 17. Oktober erfolgte die Bergung mit einem Kran. Anschließend wurde das Schiff auf das Firmengelände der Friedrich Wilhelms-Hütte in Mülheim an der Ruhr transportiert, um den Reparaturaufwand zu ermitteln. Der Befund ergab einen zu hohen Zerstörungsgrad des Rumpfes, sodass der Eigner von der kostspieligen Reparatur des Schiffes abgesehen hat. Da eine Verschrottung nicht infrage kam, ist das Wrack der Moornixe seit dem 20. Oktober 2023 auf der Ruhrinsel am Spillenburger Wehr in Essen-Bergerhausen, nahe dem Biergarten der Gastronomie „Neue Insel“, aufgestellt (51° 26′ 22″ N, 7° 3′ 45″ O). Es soll dort erhalten bleiben und demnächst möglicherweise erneut restauriert werden.

## Bau und technische Daten
Das Schiff wurde 1933 auf der Schiffswerft Jean Stauf in Königswinter gebaut und hatte eine Länge von 17,35 Meter, eine Breite von 3,60 Meter und einen Tiefgang von 0,60 Meter. Angetrieben wurde das Schiff zuletzt von einem Deutz-Dieselmotor, der 70 PS leistete und auf eine Schraube wirkte.